# Раймунд Фодор
Раймунд Фодор (угор. Rajmund Fodor, 21 лютого 1976) — угорський ватерполіст.
Олімпійський чемпіон 2000, 2004 років, учасник 1996 року.
Чемпіон світу з водних видів спорту 2003 року, призер 2005, 2007 років.